# Међународна унија социјалистичке омладине
Међународна унија социјалистичке омладине (енгл. International Union of Socialist Youth, IUSY) обухвата социјалистичке, социјалдемократске и радничке партије организације младих из више од 100 држава света. IUSY је чланица Социјалистичке интернационале.
Пуноправне чланице статус се одржава кроз Европски омладински форум (ИФЈ), која послује у оквиру Савета Европе и Европске уније областима и блиско сарађује са оба ова тела.
Председник IUSY је Вивиана Пинеиро из партије Хувентуд Социалисти де Уругвај и Социјалистичке партије Уругваја.

## Историја
Међународна унија социјалистичке омладине основана је 1907 у Штутгарту. Њен први председник је био Карл Либкнехт.
После Првог светског рата раднички покрет је подељен на више омладинских организација. 1919 Међународна унија социјалистичке омладине је обновљена као Међународна комунистичка омладина у Берлину. Две остале организације основане 1921, Међународна заједница социјалистичке омладине и Међународна Радничка омладина, уједињене су у Међународну Социјалистичку омладину 1923 у Хамбургу.
После Другог светског рата, IUSY је обновљен 30. септембра 1946 у Паризу.